# Kiosk (Band)
Kiosk (کیوسک) ist eine iranische Bluesrock-Band. Die Musiker leben seit 2006 in den USA. Kiosk spielt eine Mischung aus Blues, moderner Rockmusik und traditioneller iranischer Musik. Die Texte stammen aus der Feder des Sängers Arash Sobhani, handeln vom Alltag im Iran und haben teilweise sozialkritischen Charakter.

## Geschichte
Kiosk wurde in den 1990er Jahren in Teheran gegründet. Der Bandname verweist auf die behelfsmäßigen Musikstudios in Privathäusern im Iran, in denen Untergrund-Bands ihre Musik aufnahmen und die Kiosk genannt wurden. Das erste Line-up bestand aus Sänger Arash Sobhani, den Gitarristen Anoush Khazeni und Babak Khiavchi, Bassist Ali Kamali, Keyboarder Ardalan Payvar, Schlagzeuger Shahrouz Molaei und Background-Sänger Mardjan K. Die ersten Jahre verbrachte die Band im Untergrund, die Musiker wanderten zum Teil aus dem Iran aus. Deshalb waren die Aufnahmen zum Debütalbum „Adam-e Ma'mooli“ langwierig und schwierig. Es wurde in Heimstudios an verschiedenen Orten inner- und außerhalb des Iran aufgenommen. und schließlich Ende 2005 vom kanadischen Independentlabel Bamahang Productions veröffentlicht. Das Album war die erste offizielle Veröffentlichung einer iranischen Rockband außerhalb des Iran.
Die Musiker wanderten 2006 in die USA aus und veröffentlichten 2007 ihr zweites Album „Eshgh-e Sor'at“. Die Regie zum Musikvideo des Titelliedes führte Ahmad Kiarostami, Sohn des iranischen Regisseurs Abbas Kiarostami. Sowohl das Debüt als auch das zweite Album gehörten zu den bestverkauften Alben im Onlinemarkt, das Musikvideo verzeichnete über 250.000 Zugriffe bei youtube. Sänger Arash Sobhani nahm 2007 an einer von der Brandeis University und der Harvard University veranstalteten Podiumsdiskussion teil, in deren Rahmen die Band ihr erstes Konzert an der Ostküste der Vereinigten Staaten gab. Die World Academy of Arts, Literature, and Media zeichnete die Band 2008 als beste Bluesband aus. Ein Mitschnitt eines Auftrittes im Yoshi’s Jazz Club in San Francisco im Juli 2010 erschien im Oktober 2010 als Livealbum Triple Distilled: Live at Yoshi’s. Im Herbst 2011 erschien das vierte Studioalbum Natijeh-e Mozakerat (Outcome of Negotiations) und am 1. Februar 2013 das fünfte Album Tashkilate Movazi (Parallel Establishments).
2017 folgte eine längere Pause, seit 2022 tritt die Band wieder gelegentlich live auf, u. a. im September 2024 im Düsseldorfer Schauspielhaus.

## Diskografie
- 2005: Adam-e Ma'mooli (Ordinary Man) (Bamahang Productions)
- 2007: Eshgh-e Sor'at (Amor de la Velocidad) (Bamahang Productions)
- 2008: Bagh E Vahsh E Jahani (Global Zoo) (Bamahang Productions)
- 2010: Triple Distilled: Live at Yoshi’s (9821 Productions)
- 2011: Natijeh-e Mozakerat (Outcome of Negotiations) (Global Zoo Productions)
- 2013: Tashkilate Movazi (Parallel Establishments) (Global Zoo Productions)
- 2014: Zang Bezan Azhans (Call a Cab) (Bamahang Productions)
- 2016: Stereo Tull Presents (Bamahang Productions)
- 2021: Sweet Destiny (Eigenverlag)
- 2023: Desolateville (Eigenverlag)